# احمدآباد (همدان)
احمدآباد (همدان)، روستایی از توابع قهاوندبخش شرا شهرستان همدان در استان همدان ایران است.

## جمعیت
این روستا در دهستان جیحون دشت قرار دارد و براساس سرشماری مرکز آمار ایران در سال ۱۳۸۵، جمعیت آن ۵۸۶ نفر (۱۷۶خانوار) بوده‌است.